# Microstylum melanomystax
Microstylum melanomystax là một loài ruồi trong họ Asilidae. Microstylum melanomystax được Enderlein miêu tả năm 1914. Loài này phân bố ở miền Ấn Độ - Mã Lai.